# ستيفن يونيفرس (شخصية)
ستيفن كوارتز يونيفرس هو شخصية خيالية وبطل مسلسل الرسوم المتحركة ستيفن البطل، من تأليف ريبيكا شوغر. إن ستيفن هو مزيج بين الجيم والإنسان. مثل صوت ستيفن زاك كاليسون. ظهر لأول مرة في الحلقة التجريبية جوهرة التوهج.
تعلم إنقاذ العالم بالقوى السحرية الكامنة في سرته. وقد لا يكون ستيفن بنفس قوة الكريستال الجيمز. أو بنفس قدر ذكاءها. ولكن هذا لا يمنعه من الانضمام إلى غارنيت، وأميثيست وبيرل في مغامراتهم السحرية - حيث يجد ستيفن دائما وسيلة إنقاذ مدهشة.
تابع مغامرات ستيفن والجواهر البلورية الثلاث بدءاً من منزلهم في بيتش سيتي! أروع برنامج كرتوني للمراهقين، تدور أحداث ستيفن البطل حول فتى شاب اسمه ستيفن وأصدقائه بيرل، أميثيست وغارنيت

## وصلات خارجية
- ستيفن البطل في قاعدة بيانات الأفلام على الإنترنت